# 資質
| ウィキペディアには「資質」という見出しの百科事典記事はありません（タイトルに「資質」を含むページの一覧/「資質」で始まるページの一覧）。 代わりにウィクショナリーのページ「資質」が役に立つかもしれません。 |